# Ba Chẽ
Ba Chẽ là một huyện miền núi thuộc tỉnh Quảng Ninh, Việt Nam.

## Địa lý
Huyện nằm giữa tỉnh Quảng Ninh, huyện lỵ là thị trấn Ba Chẽ nằm cách thành phố Hạ Long khoảng 50 km về hướng nam, có vị trí địa lý:
- Phía bắc giáp huyện Đình Lập, tỉnh Lạng Sơn
- Phía tây giáp huyện Sơn Động, tỉnh Bắc Giang
- Phía đông giáp huyện Tiên Yên
- Phía nam giáp thành phố Hạ Long và thành phố Cẩm Phả.

Huyện Ba Chẽ có diện tích 606,5 km².
Dân số của huyện Ba Chẽ ít nhất Quảng Ninh: 
- Năm 2004 là 16.000 người.
- Tính đến thời điểm 01/4/2009 có 18.424 người với 4.024 hộ gia đình[3]. Mật độ dân số thấp nhất tỉnh: 30 người/km²[3].
- Tính đến 2019: Huyện Ba Chẽ có trên 5.300 hộ dân, trong đó dân tộc thiểu số trên 3.800 hộ với tổng dân số 27.430 người, gồm 10 dân tộc anh em sinh sống (Dao, Tày, Kinh, Hoa, Sán Dìu, Sán Chỉ, Nùng, Cao Lan, Mường, Thái), phân bổ rải rác tại 75 thôn, khu phố; dân tộc thiểu số chiếm 80% dân số. Trong đó: dân tộc Dao chiếm 41%, dân tộc Kinh chiếm 21%, dân tộc Tày chiếm 16%, dân tộc Sán Chỉ chiếm 14%, còn lại là các dân tộc khác. Mật độ dân số bình quân 45 người/km², trình độ dân trí không đồng đều. (nguồn Cổng TTDT huyện Ba Chẽ Lưu trữ ngày 4 tháng 3 năm 2016 tại Wayback Machine).
- Tính đến 2019 có 27.430 người với 5.300 hộ gia đình[4].
- Tính đến 31/12/2021, toàn huyện có có 23.207 người trong đó nữ là 11.294 người chiếm 48,7% tổng dân số. Toàn huyện có 14 dân tộc anh em gồm Kinh, Tày, Thái, Hoa, Mường, Nùng, Mông, Dao, Ngái, Xơ Đăng, Sán Chay, Sán Dìu, Thổ, Co. Trong đó dân tộc Kinh chiếm 18,99%, Tày chiếm 15,6%, Dao chiếm 45,2%, Sán Chay chiếm 18,33%, còn lại các dân tộc khác chiếm số lượng không đáng kể[1].
- Huyện ly là thị trấn Ba Chẽ nằm trên tỉnh lộ 329 cách thành phố Hạ Long khoảng 55 km về hướng nam, tỉnh lộ 330 theo hướng đông bắc đi huyện Tiên Yên.

## Hành chính
Huyện Ba Chẽ có 7 đơn vị hành chính cấp xã trực thuộc, bao gồm thị trấn Ba Chẽ (huyện lỵ) và 6 xã: Đạp Thanh, Đồn Đạc, Lương Minh, Nam Sơn, Thanh Lâm, Thanh Sơn.

## Lịch sử
Năm 1946, chính quyền cách mạng thành lập châu Hải Chi thuộc tỉnh Hải Ninh trên cơ sở tách 6 xã: Thanh Lâm, Đồn Đạc, Nam Sơn, Tam Hỷ, Đồng Rui, Hà Gián thuộc tổng Thành Đạt, châu Cẩm Phả; 3 xã: Lương Mông, Minh Cầm, Đạp Thanh thuộc tổng Dương Huy, châu Hoành Bồ; 3 xã: Hữu Sản, Lâm Ca, Thái Bình thuộc huyện Sơn Động, tỉnh Bắc Giang và xã Đồng Thắng thuộc châu Tiên Yên. Hải Chi vốn là biệt danh của Trần Ngôn Chi (1919–1946), một cán bộ cộng sản quê ở Hải Phòng, từng hoạt động cách mạng trên địa bàn các tỉnh Kiến An, Quảng Yên, Hải Ninh.
Sau khi thành lập, châu Hải Chi có 13 xã nói trên.
Từ tháng 3 năm 1948, các cấp hành chính phủ, châu, quận được bãi bỏ, châu Hải Chi đổi thành huyện Hải Chi.
Đầu năm 1951, châu Hải Chi hợp nhất với huyện Đình Lập thành huyện Đình Hải. Tuy nhiên đến năm 1954, huyện Đình Hải lại được chia thành hai huyện Đình Lập và Ba Chẽ. Huyện Ba Chẽ có địa giới hành chính tương ứng với phần lớn huyện Hải Chi cũ.
Năm 1963, huyện Ba Chẽ thuộc tỉnh Quảng Ninh (do hợp nhất khu Hồng Quảng và tỉnh Hải Ninh), bao gồm 6 xã: Đạp Thanh, Đồn Đạc, Lương Mông, Minh Cầm, Nam Sơn và Thanh Lâm.
Ngày 23 tháng 2 năm 1977, thành lập thị trấn Ba Chẽ trên cơ sở tách một phần diện tích và dân số của xã Nam Sơn.
Ngày 6 tháng 3 năm 1984, chia xã Thanh Lâm thành 2 xã: Thanh Lâm và Thanh Sơn.
Huyện Ba Chẽ có 1 thị trấn và 7 xã.
Ngày 28 tháng 9 năm 2024, Ủy ban Thường vụ Quốc hội ban hành Nghị quyết số 1199/NQ-UBTVQH15 về việc sắp xếp đơn vị hành chính cấp huyện, cấp xã của tỉnh Quảng Ninh giai đoạn 2023 – 2025 (nghị quyết có hiệu lực từ ngày 1 tháng 11 năm 2024). Theo đó, thành lập xã Lương Minh trên cơ sở xã Minh Cầm và xã Lương Mông.
Huyện Ba Chẽ có 1 thị trấn và 6 xã như hiện nay.

## Kinh tế - xã hội

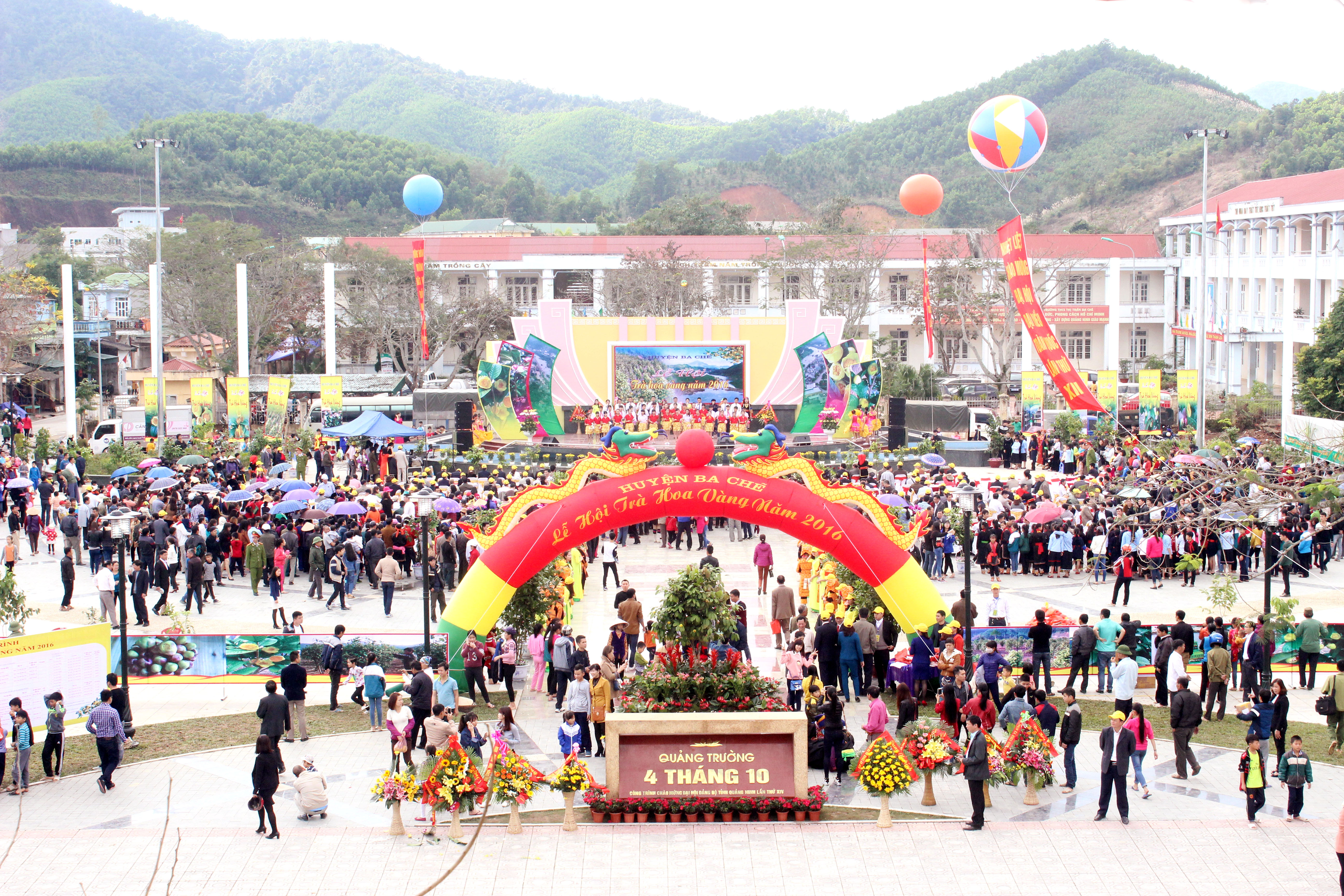
Lễ hội Trà hoa vàng tiêu biểu của huyện Ba Chẽ

Phát huy truyền thống quê hương Ba Chẽ anh hùng. Dưới sự lãnh đạo của BCH Đảng bộ Tỉnh, sự quan tâm giúp đỡ của Trung ương, các ban ngành chức năng của Tỉnh, sự lãnh đạo trực tiếp của BCH Đảng bộ huyện diện mạo của quê hương Ba Chẽ được đổi thay từng ngày, kinh tế tiếp tục phát triển theo hướng sản xuất hàng hoá và phát huy thế mạnh của địa phương rừng và đất rừng; hệ thống giao thông được nối liền thông suốt từ trung tâm huyện đến trung tâm các xã trong huyện và nối liền với các huyện bạn Sơn Động - Bắc Giang (trước là tỉnh Hà Bắc); Tiên Yên bằng tuyến đường nhựa 330. Hệ thống trường lớp được kiên cố hoá cao tầng; các công sở thuộc huyện và các xã từng bước được đầu tư nâng cấp hoàn thiện; 100% các thôn bản thuộc các xã có điện lưới quốc gia và được xem truyền hình của Trung ương; Tỷ lệ hộ nghèo đã giảm xuống còn 12,5% (số liệu năm 2014); các phong trào văn hoá văn nghệ - TDTT được duy trì phát triển; đời sống kinh tế được nâng lên rõ rệt đã góp phần khẳng định tôn vinh truyền thống về lịch sử anh hùng của quê hương Ba Chẽ tiếp tục vững bước đi lên con đường đổi mới và hội nhập theo chủ trương đường lối đổi mới của Đảng, tiếp tục xây dựng quê hương Ba Chẽ ngày càng giàu đẹp văn minh.